# Дом, где жил писатель Г. И. Успенский
Дом, где жил писатель Г. И. Успенский или Дом купца П. Т. Щелкановцева — памятник истории местного значения в Чернигове. Сейчас в здании размещается (до февраля 2022 года) Черниговская детская стоматологическая поликлиника.
27 февраля 2022 года здание было повреждено в ходе Вторжения России на Украину в результате авиаудара по зданию Черниговского городского совета (здание государственного банка).

## История
Решением исполкома Черниговского областного совета народных депутатов трудящихся от 31.05.1971 № 286 дому присвоен статус памятник истории местного значения с охранным № 47 под названием Дом, где жил Успенский Г. И. (1843—1902) — русский писатель. Здание имеет собственную «территорию памятника» и расположено в «комплексной охранной зоне памятников исторического центра города», согласно правилам застройки и использования территории.
Приказом Департамента культуры и туризма, национальностей и религий Черниговской областной государственной администрации от 07.06.2019 № 223 для памятника истории было предложено название — Дом, где жил писатель Г. Успенский.
На здании установлена информационная табличка. Также установлена мемориальная доска — аннотация прежнего (Кирпоноса) именования Княжей улицы.

## Описание
Дом построен в начале XIX века на Александровской улице (сейчас Княжая улица). Дом принадлежал купцу Павлу Тихоновичу Щелкановцеву. Его отцу Тихону Иосипофичу (1807—1874) принадлежала усадьба, которая занимала квартал площадью 832,5 квадратных сажени и включала два каменных и три деревянных дома, различные служебные помещения. Купец Щелкановцев владел магазинами на Алексеевском пассаже (между Богоявленской и Воздвиженской улицами), где можно было приобрести промышленные и продовольственные товары.
Каменный, одноэтажный дом на цоколе, Г-образный в плане. Фасад украшен пилястрами, а прямоугольные оконные проёмы увенчаны треугольными сандриками. К дому с южной стороны пристроено 2-этажное здание.
В период 1856—1861 года в доме № 30 (сейчас № 20 А) жил с родителями русский писатель Глеб Иванович Успенский. В 1952 году была установлена мраморная мемориальная доска писателю Глебу Ивановичу Успенскому, ныне демонтирована.
Сейчас в одноэтажном и 2-этажном зданиях размещается (до февраля 2022 года) Черниговская детская стоматологическая поликлиника.
27 февраля 2022 года здание было повреждено в ходе вторжения России на Украину в результате авиаудара по зданию Черниговского городского совета (здание государственного банка). Кроме того были повреждены (или частично разрушены) Черниговский областной молодёжный центр (здание кинотеатра имени Н. А. Щорса) и 9-этажный жилой дом № 18 Княжей улицы (Кирпоноса).